# Formation du gouvernement italien de 2022
Aux élections générales italiennes de 2022, la coalition de centre-droit dirigé par les Frères d'Italie (FdI) de Giorgia Meloni remporte la majorité absolue des sièges au Parlement italien. Quelques jours après les élections des présidents des deux chambres du Parlement, Ignazio La Russa de la FdI le 13 octobre 2022 pour le Sénat de la République et Lorenzo Fontana de la Ligue le 14 octobre pour la Chambre des députés, les consultations sur la formation d'un nouveau cabinet débutent le 20 octobre 2022.
Le Cabinet est annoncé le 21 octobre et  prête serment le lendemain. C'est l'une des formations gouvernementales les plus rapides de l' histoire de la République italienne. Premier cabinet italien dirigé par une femme Premier ministre, il est décrit comme étant un glissement vers la droite politique, et comme le premier gouvernement italien dirigé par l'extrême droite depuis la  Seconde Guerre mondiale,.

## Évolution post-électorale

### Élection des présidents des parlements
Le 13 octobre, Ignazio La Russa du FdI est élu président du Sénat de la République. Il est le premier homme politique  issu d'un parti néofasciste à occuper ce poste, le deuxième poste le plus élevé de la République italienne,,. Il est proclamé président par Liliana Segre, sénatrice à vie et survivante de l'Holocauste, qui préside la première réunion du Sénat en raison de son statut de membre la plus âgée présente. Le 14 octobre, Lorenzo Fontana, considéré comme un ultraconservateur en raison de ses opinions anti-avortement et anti-LGBT est élu président de la Chambre des députés pour la Ligue.

### Tensions au sein de la coalition de centre-droit
Après la première réunion de la nouvelle législature, la XIXe législature italienne, les tensions se font jour au sein de la coalition de centre-droit. Le 13 octobre, Forza Italia (FI) de Silvio Berlusconi refuse de soutenir la candidature de La Russa à la présidence du Sénat de la République. La Russa est néanmoins élu au premier tour en obtenant 116 voix sur 206  grâce au soutien des partis d'opposition,,.
Les tensions se sont accrues entre Silvio Berlusconi et Giorgia  Meloni, que Berlusconi dans une série de notes écrites au Sénat décrit comme « condescendante, autoritaire, arrogante… [et] offensante »,. Les opinions de Berlusconi sur l'invasion russe de l'Ukraine et sur Vladimir Poutine, avec lequel il disait vouloir renouer son amitié et prétendait avoir reçu de la vodka en cadeau et échangé des lettres, sont révélées quelques jours plus tard, lorsqu'un enregistrement d'une conversation privée entre lui et des députés de son parti est divulgué,. Giorgia Meloni  déclare que « l'Italie, la tête haute, fait partie de l'Europe et de l'Alliance atlantique », avant d'ajouter : « Celui qui n'est pas d'accord avec cette pierre angulaire ne peut pas faire partie du gouvernement, au risque de ne pas avoir de gouvernement. »,.

### Cabinet Meloni
Le 20 octobre, lors des entretiens avec le président Sergio Mattarella, les délégués du Parti démocrate, du Mouvement 5 étoiles, d'Action - Italie vivante, Pour les autonomies et  du Groupe mixte  déclarent qu'ils ne soutiendraient pas un gouvernement dirigé par Meloni lors des  votes de confiance. Le lendemain, les délégués de la FdI, de la Ligue, de la FI et des Civiques d'Italie, ainsi que des  Modérés et du sous-groupe du Mouvement associatif des Italiens à l'étranger au sein du Groupe mixte, qui détiennent ensemble 237 sièges sur 400 à la Chambre basse et 116 sièges sur 206 à la Chambre haute annoncent à Mattarella qu'ils sont parvenus à un accord pour former un gouvernement de coalition avec Meloni comme Premier ministre. Dans l'après-midi, Mattarella convoque Meloni au palais du Quirinal et lui confie la tâche de former un nouveau cabinet, qui prête  serment le 22 octobre,.
Le 31 octobre, le gouvernement nomme ses vice-ministres et ses sous-secrétaires. Galeazzo Bignami, l'un des vice-ministres élus,, suscite une controverse et attire l'attention internationale lorsqu'en 2005 une photo de lui portant un brassard nazi est rendue publique,.

### Vote d'investiture
Le 25 octobre, Giorgia Meloni prononce son premier discours officiel en tant que Première ministre devant la Chambre des députés, avant le vote de confiance sur son cabinet. Lors de son discours, elle  souligne le poids d'être la première femme à diriger le gouvernement italien. Meloni remercie les femmes italiennes, notamment Tina Anselmi, Samantha Cristoforetti, Grazia Deledda, Oriana Fallaci, Nilde Iotti, Rita Levi-Montalcini et Maria Montessori, qui  « avec leurs exemples, ont construit l'échelle qui me permet aujourd'hui de grimper et de briser le lourd plafond de verre placé au-dessus de nos têtes »,. La Chambre des députés vote la confiance au  gouvernement Meloni avec 235 voix pour, 154 voix contre et 5 abstentions,,. Le 26 octobre, le Sénat de la République vote la confiance au gouvernement Meloni avec 115 voix pour, 79 contre et 5 abstentions. Les sénateurs à vie Elena Cattaneo et Mario Monti se sont abstenus, tandis que les sénateurs à vie Liliana Segre, Carlo Rubbia, Renzo Piano et Giorgio Napolitano sont absents lors du vote,.
| 25–26 Octobre 2022 Votes d'investiture pour le Gouvernement Meloni,. | 25–26 Octobre 2022 Votes d'investiture pour le Gouvernement Meloni,. | 25–26 Octobre 2022 Votes d'investiture pour le Gouvernement Meloni,. | 25–26 Octobre 2022 Votes d'investiture pour le Gouvernement Meloni,. |
| Chambre du Parlement                                                 | Votes                                                                | Partis                                                               | Votes                                                                |
| -------------------------------------------------------------------- | -------------------------------------------------------------------- | -------------------------------------------------------------------- | -------------------------------------------------------------------- |
| Chambre des députés (Votants : 389 sur 400, Majorité: 195)           | '                                                                    | FdI, Ligue, FI, NM, MAIE                                             | 235 / 389                                                            |
| Chambre des députés (Votants : 389 sur 400, Majorité: 195)           | Non                                                                  | PD, M5S, A–IV, AVS, +E                                               | 154 / 389                                                            |
| Chambre des députés (Votants : 389 sur 400, Majorité: 195)           | Abstention                                                           | Vice-président principal, ScN                                        | 5 / 400                                                              |
| Sénat de la République (Votants : 199 sur 206, Majorité: 98)         | '                                                                    | FdI, Ligue, FI, NM, MAIE                                             | 115 / 199                                                            |
| Sénat de la République (Votants : 199 sur 206, Majorité: 98)         | Non                                                                  | PD, M5S, A–IV, AVS, Cb                                               | 79 / 199                                                             |
| Sénat de la République (Votants : 199 sur 206, Majorité: 98)         | Abstention                                                           | UDC, ScN, sénateurs à vie                                            | 5 / 199                                                              |